# Zé Hélio
José Hélio Rodrigues Filho „Zé Hélio” (ur. 16 marca 1979 w São Paulo) – brazylijski motocyklista rajdowy i enduro. Wielokrotny zwycięzca Rajdu Dos Sertōes: 1999, 2003, 2007, 2008, i 2009.

## Zwycięstwa w Rajdzie Dos Sertōes
| Rok                   | Kategoria | Wynik |
| --------------------- | --------- | ----- |
| Rajd Dos Sertōes 1999 | motocykle |       |
| Rajd Dos Sertōes 2003 | motocykle |       |
| Rajd Dos Sertōes 2007 | motocykle |       |
| Rajd Dos Sertōes 2008 | motocykle |       |
| Rajd Dos Sertōes 2009 | motocykle |       |